# Arholma

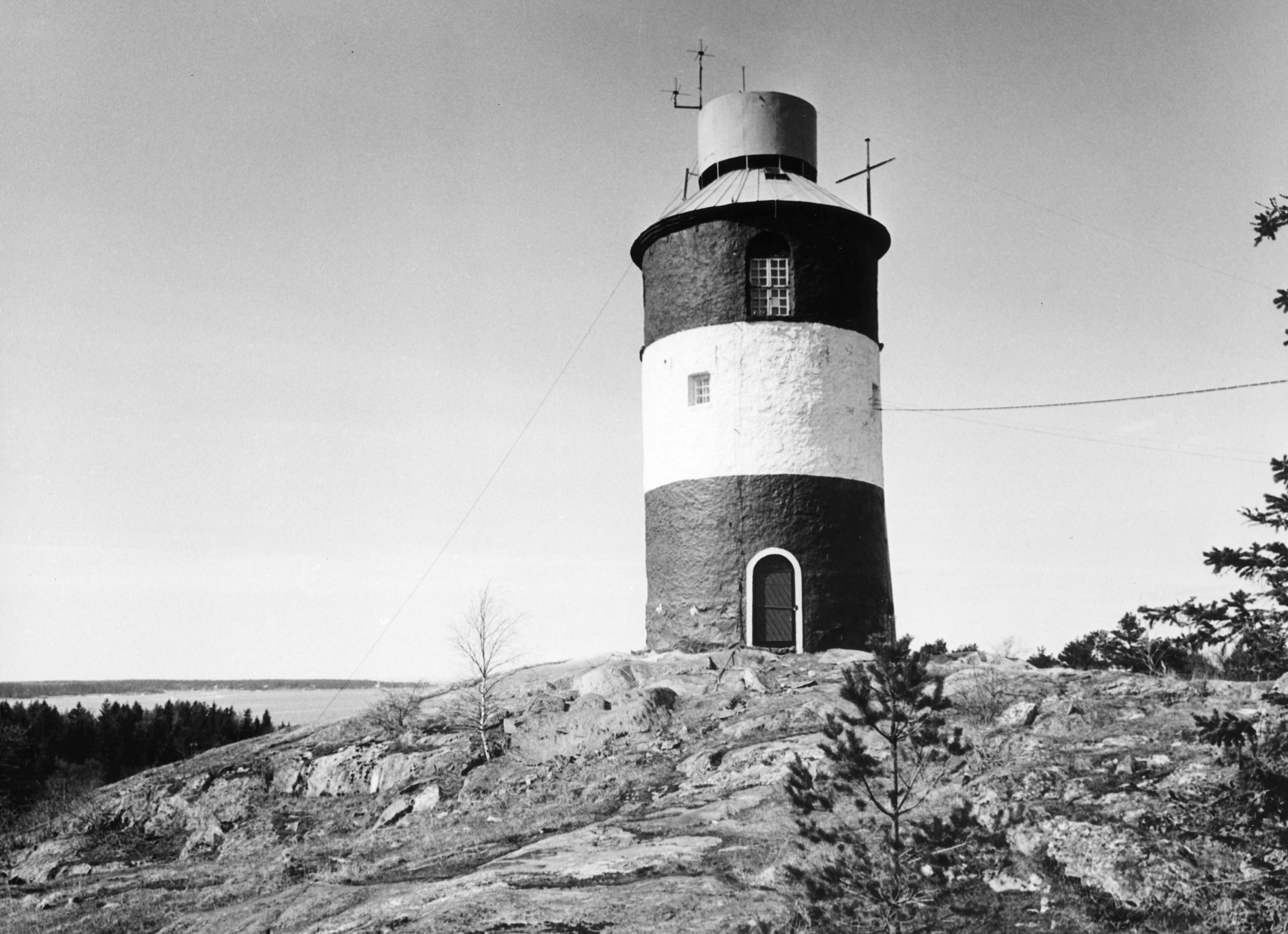
Båken på Arholma. Foto från 1966

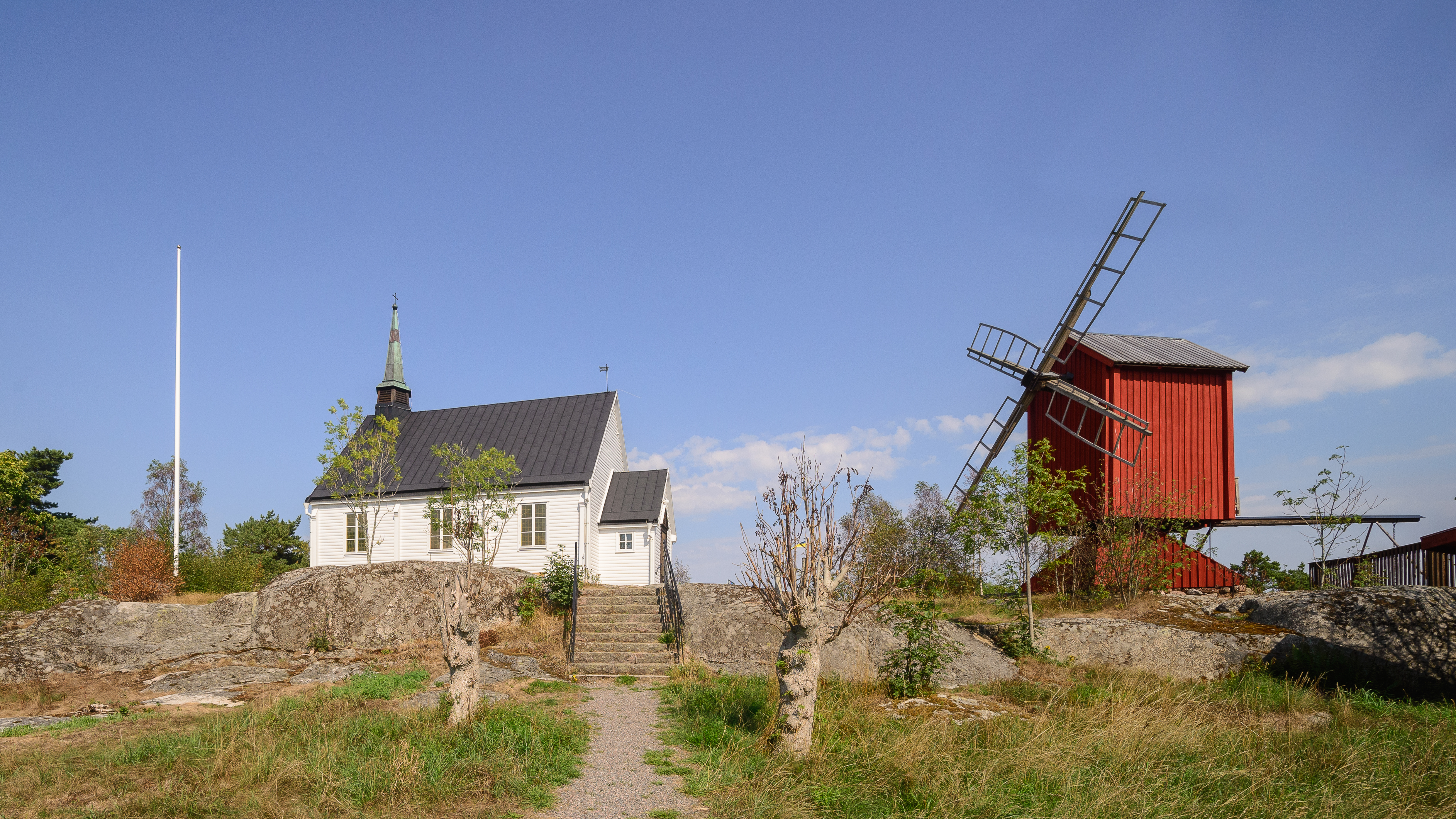
Arholma kyrka.

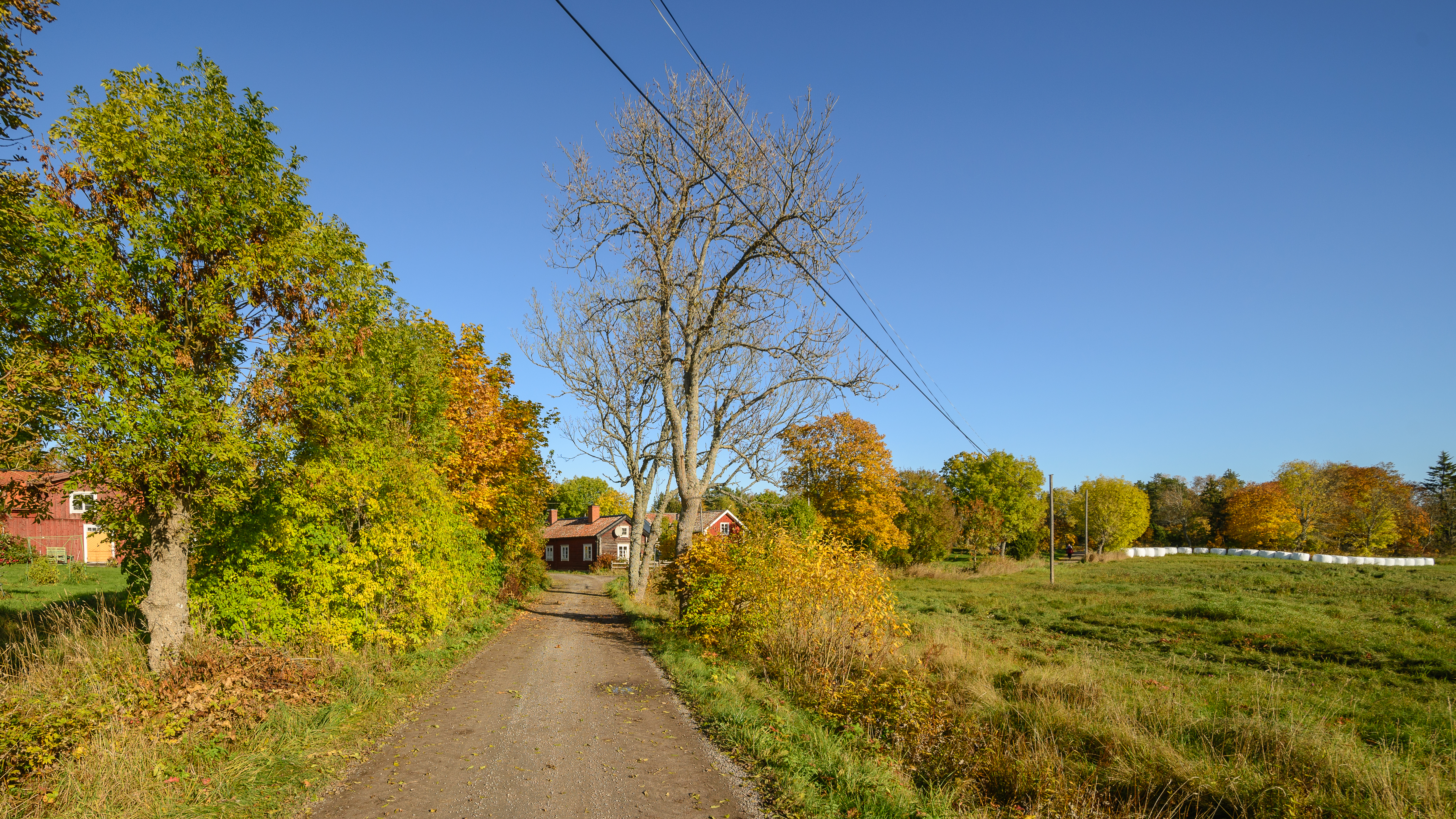
Kutlurlandskap nära Arholma kyrka.

Arholma är en ö i Björkö-Arholma socken i Stockholms norra skärgård, Norrtälje kommun. Ön har cirka 50 personer fast bosatta (2018), som under sommaren ökar till omkring 500. Det finns även viss service som butik, restaurang och vandrarhem. Kommunen planerar för att ön 2050 skall utgöra ett långsiktigt hållbart skärgårdssamhälle med en bofast befolkning på en stabil nivå (ca 100 personer) samtidigt som ön ska fortsätta vara attraktiv för fritidshusboende, för det rörliga friluftslivet samt för olika former av småskalig turism. 

## Historia
Arholma finns omnämnd som Arnholm i Kung Valdemars segelled från 1200-talet. Ön var åtminstone periodvis bebodd under medeltiden och inbjöd till fiske och jakt på säl och sjöfågel. I mitten av 1547 fanns här tre gårdar vilka 1613 hade ökat till 5 och 1650 fanns det sju jordägande hemman. Arholma har fortfarande många rester av genuin skärgårdsbebyggelse, främst från 1800-talet, till exempel Västbergs, Södergård, Bull-Augusts gård och Simesgården. Öns väl synliga båk uppfördes 1768 och ersatte en äldre vårdkase som finns utmärkt på en karta från 1697. De gamla timrade båthusen i Österhamn har bara få motsvarigheter i Stockholms skärgård. All äldre bebyggelse brändes av ryssarna under rysshärjningarna 1719.
Arholma kyrka, som är högt belägen, uppfördes på Arholma 1928 och kallades första tiden Mikaelskyrkan. De interiöra målningarna är utförda av konstnären Harald Lindberg. Före 1928 var byggnaden ett missionskapell vid Kronobergsparken på Kungsholmen i Stockholm och kallades då Missionshyddan på Kungsholmen.
Många av öns bofasta befolkning var huvudsakligen fiskare även om jordbruk bedrevs vid sidan om. Då lotsstationen inrättades på Arholma 1724 blev sex av dess bönder även lotsar. I slutet av 1700-talet kom bondeseglationen igång och många av bönderna blev välbeställda redare. Fartygen byggdes i många fall i Österhamn eller på det närliggande Björkö. I slutet av 1800-talet, när bönderna inte längre kunde konkurrera som skeppare, fick ön ett uppsving som sommarparadis för välbärgade stockholmare. 1908 räknade byalaget med 186 bofasta på ön och hela 225 sommargäster. Det första och mest kända pensionatet på ön, Ahlmans pensionat grundades av lotsen Mattias Ahlman 1905 och var i drift ända till 1969.
Först hyrde gästerna in sig i de många pensionaten, men längre fram under 1900-talet köpte sommargästerna upp många hus och fastigheter som blev till salu.
1963 började Skärgårdsstiftelsen köpa in mark på Arholma för att bedriva traditionellt skogs- och åkerbruk. 2007 uppgick stiftelsens ägande till omkring en fjärdedel av öns yta. 1984 gjorde Skärgårdsstiftelsen om Bull-Augusts gård till vandrarhem.

## Natur
Större delen av ön är naturreservat, Arholma-Idö naturreservat. Det öppna kulturlandskapet har präglats av skärgårdens småskaliga jordbruk med betande djur. Framför allt på Arholmas norra del finns välbevarad gammal granskog. På och kring ön finns goda chanser att studera havsörn. Namnet Arholma innehåller förleden "arn", som är en äldre form av just "örn".

## Batteri Arholma

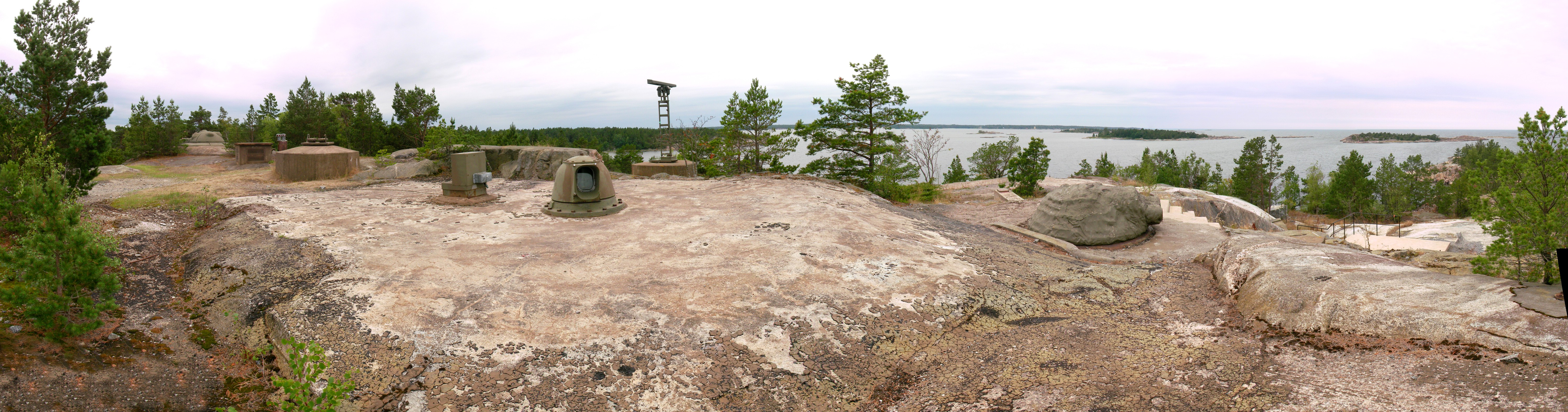
Spaningsutrustning för eldledning på toppen av berget intill själva pjäsen.

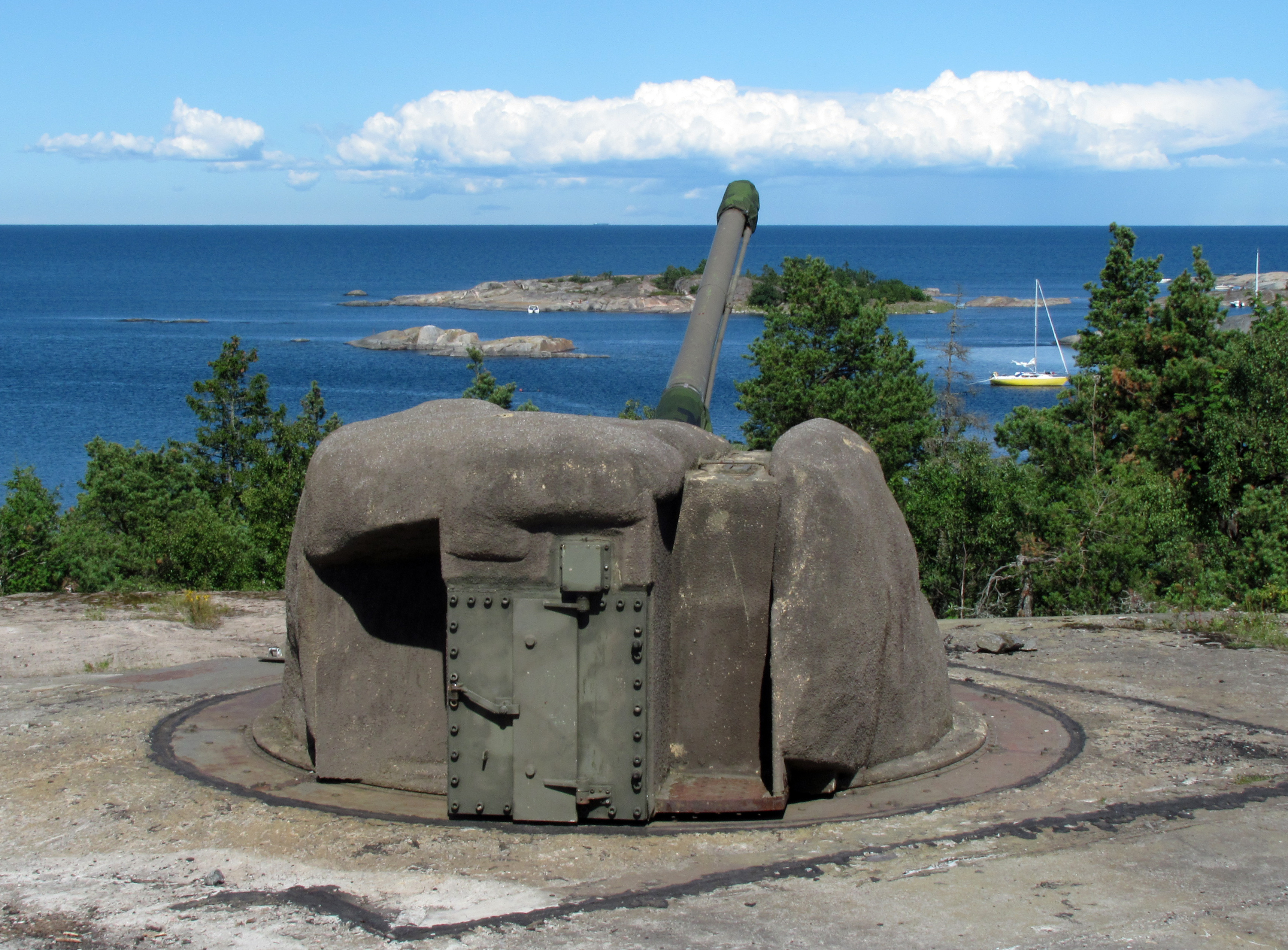
Kanonen riktad åt nordost.

Arholma ingick i ett militärt skyddsområde, som likt Muskö var eller är förbjudet område för utlänningar. Den klippiga kusten på norra delen av ön var plats för en del av Sveriges kustförsvar, Batteri Arholma, en anläggning insprängd i berg. Batteriet anlades för att ersätta de äldre fasta förband som åren strax före och under det andra världskriget byggts i den så kallade Havsbandslinjen. Batteriet är beläget dels på norra Arholma och den där närbelägna ön Ovanskär samt på Arholmas sydvästra halvö Granö och på öarna Villösan och Stridsholmen.
Batteriet var ett av tre batterier med 10,5 cm tornautomatpjäs m/50 i Stockholms skärgård, byggda i slutet av 1950-talet och med två pjäser per batteri. Anläggningen på Arholma stod klar 1968. Batteri Arholma lades ner i början av 2000-talet men har bevarats tillsammans med en pjäs, 1:a och är idag ett museum.

## Galleri

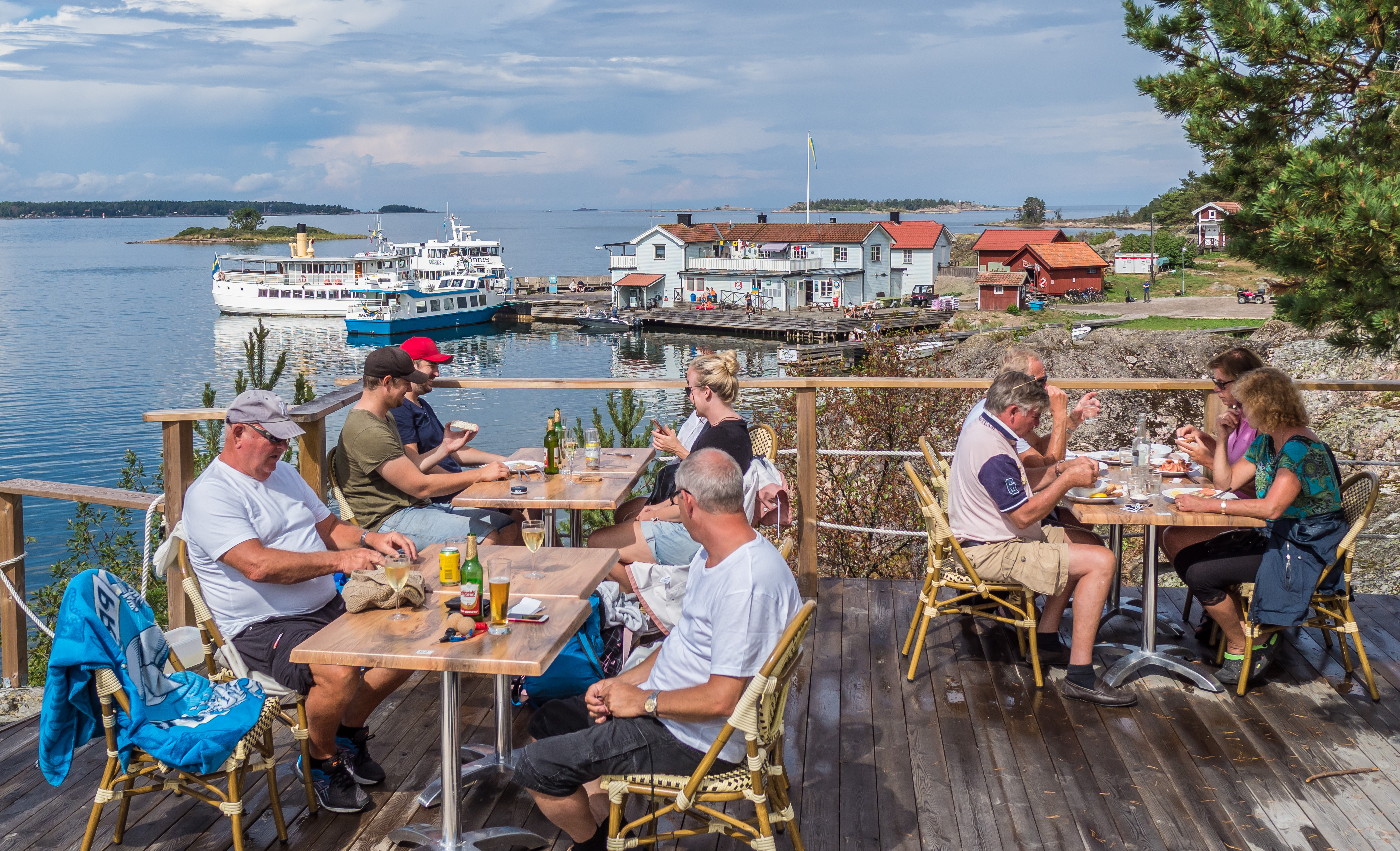
Restaurang-terrass
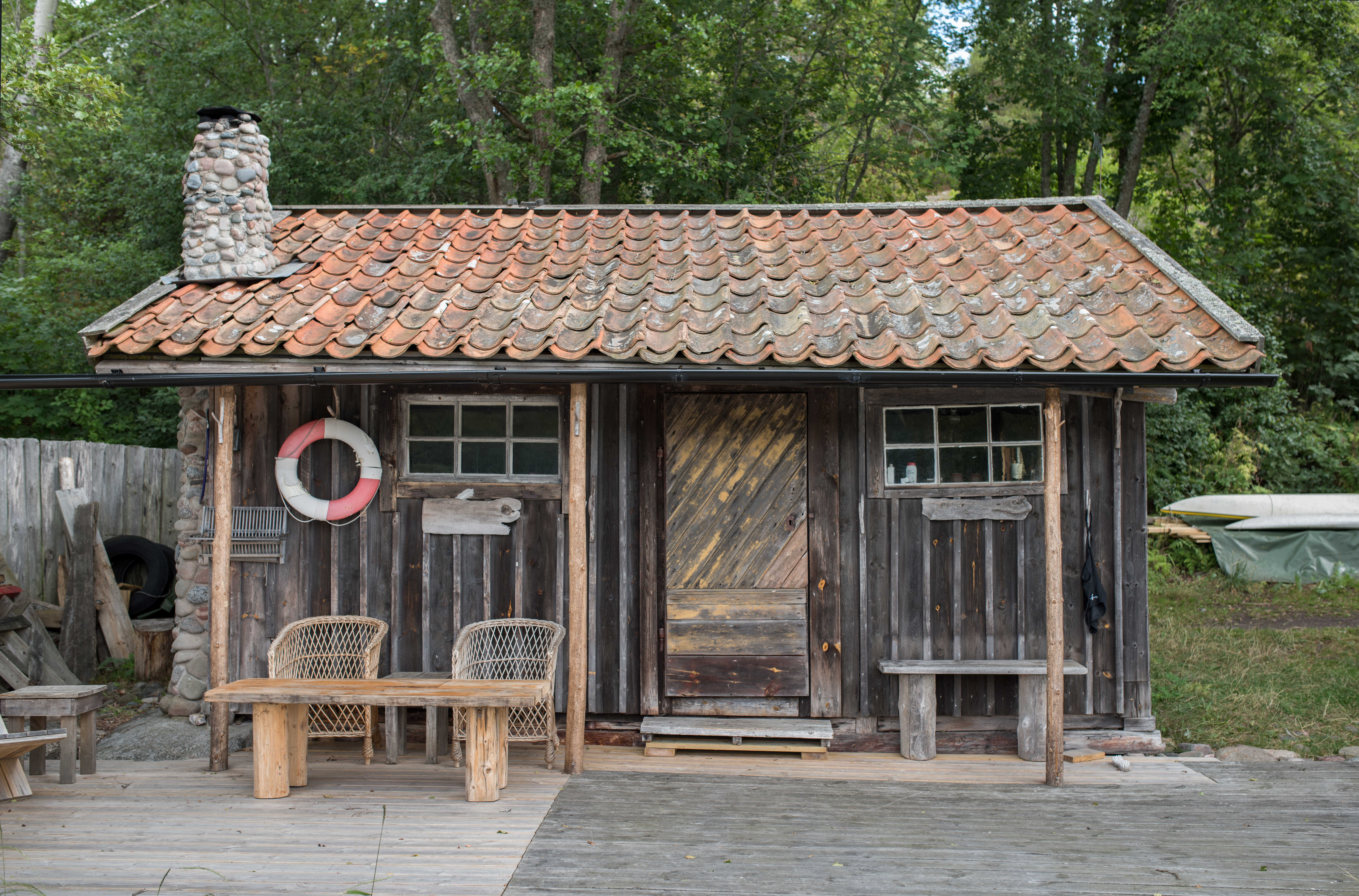
Sjöbod

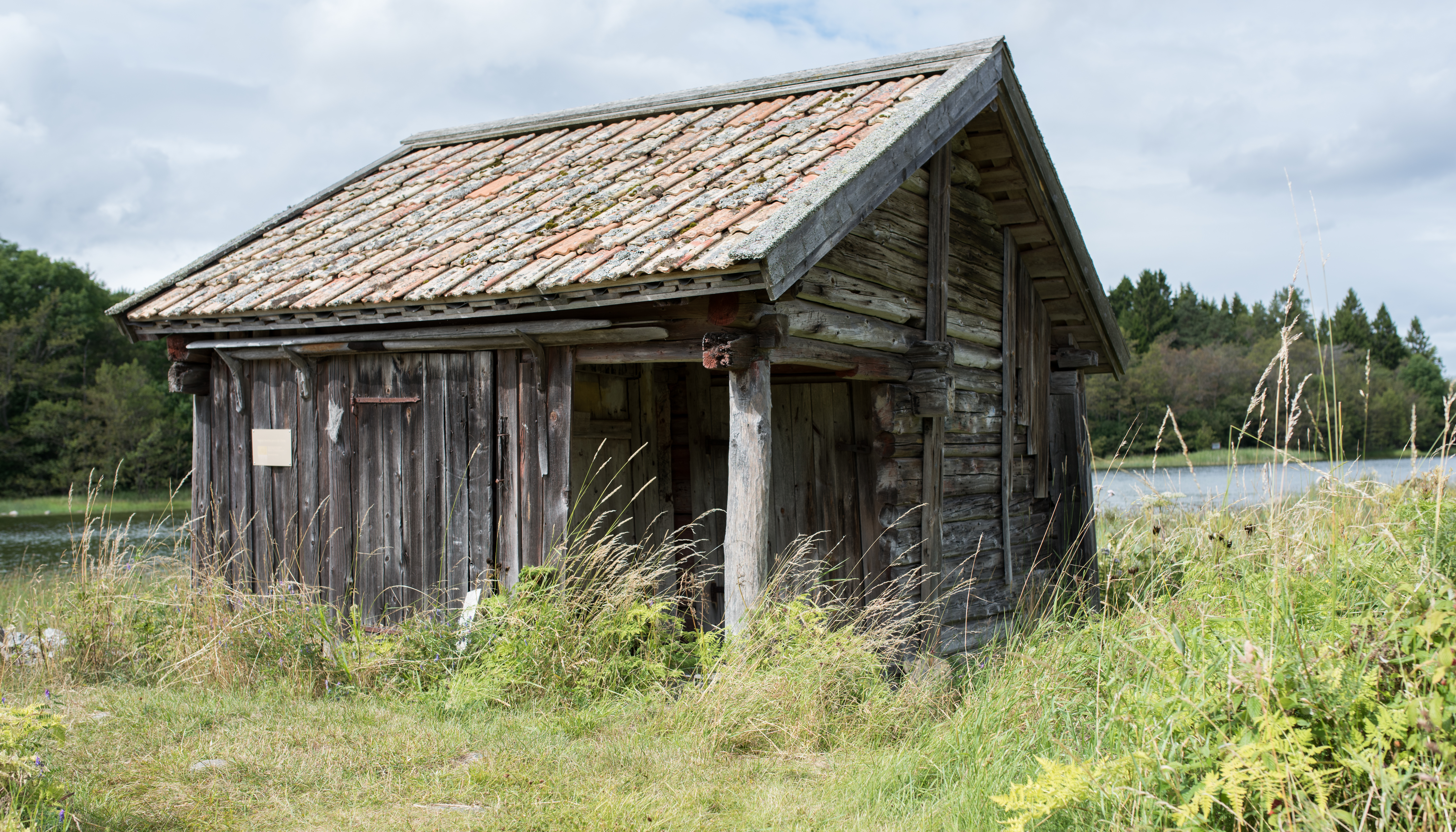
Äldre sjöbod
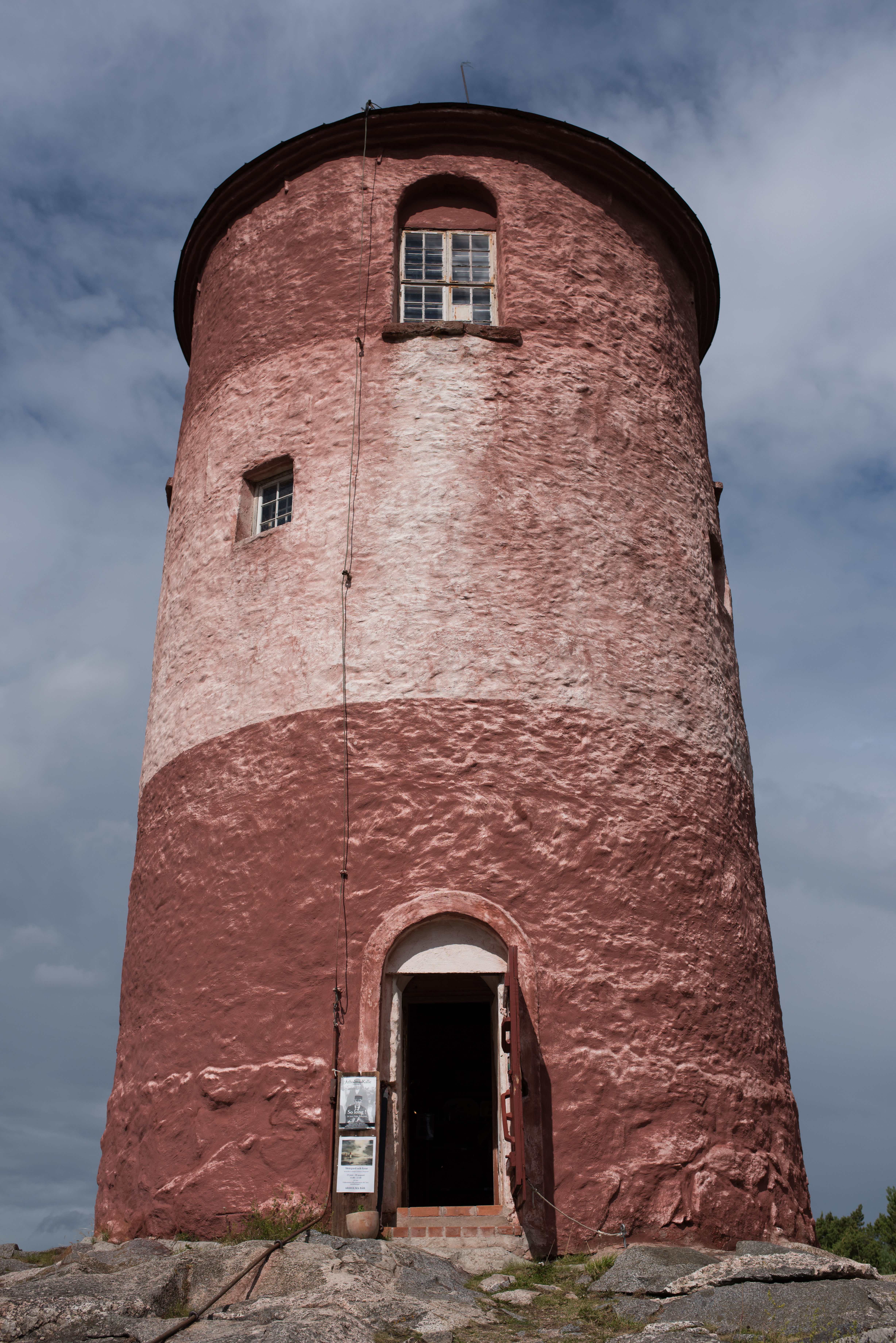
Tidigare en fyr, Båken 2017
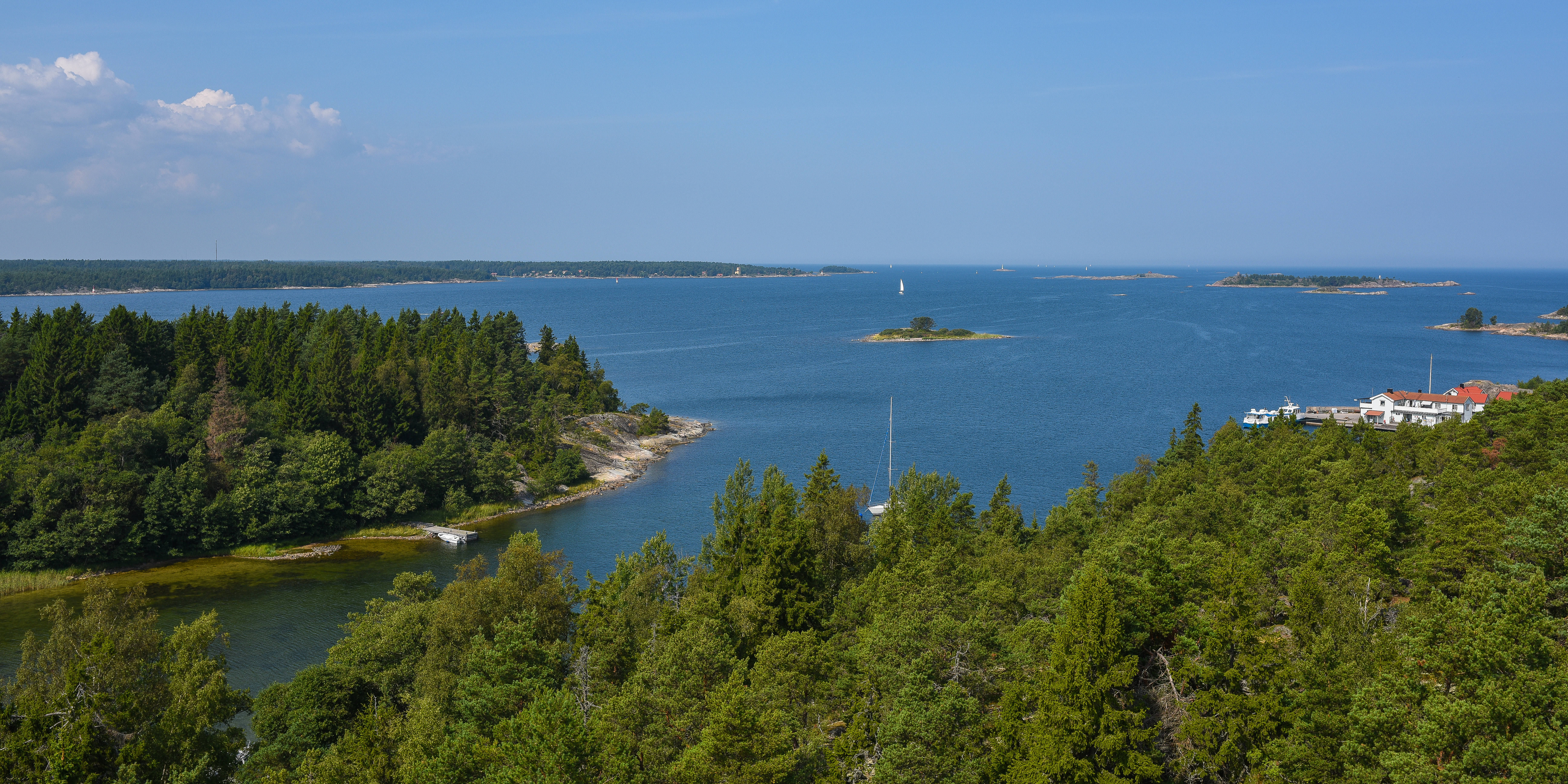
Utsikt från Båken

## Kommunikationer
Till Arholma tar man sig med passagerarbåt från Simpnäs på närbelägna Björkö, med flera dagliga turer året om. Under sommaren går Waxholmsbåtar från Stockholm och Norrtälje.